# Time Turns Elastic
Time Turns Elastic es un álbum del músico y compositor estadounidense Trey Anastasio (líder de Phish) que consta de trabajos adaptados a orquesta, guitarra y voz. Compuesto y arreglado junto al director de la Orchestra Nashville Don Hart, se grabó en otoño de 2008 junto a Hart y la Northwest Simfonia. Además, el álbum contiene una versión demo con guitarra acústica interpretada por Anastasio.
Anastasio comenzó la composición en 2006 para una potencial reunión de Phish, anunciada finalmente en octubre de 2008. Días antes del anuncio, Anastasio tocó Time Turns Elastic con Don Hart y Orchestra Nashville en el Ryman Auditorium el 28 de septiembre de 2008. Anastasio volvió a tocar la pieza con Marin Alsop y la Baltimore Symphony Orchestra en mayo de 2009 y en septiembre junto a la New York Philharmonic en el Carnegie Hall. 
Phish grabó una versión de "Time Turns Elastic" como primer sencillo para el álbum de reunión Joy lanzado en septiembre de 2009 tocando dicha versión por primera vez el 31 de mayo de 2009 en el Fenway Park de Boston.

## Lista de canciones
1. "Time Turns Elastic" – 29:38 (Anastasio/Hart)
  1. "Song at Dawn"
  2. "Ruby Shaded Sea"
  3. "Submarine"
  4. "Landslide"
  5. "Rays of Blue Light"
  6. "Silver Sound Shower"
  7. "Hailstorm"
  8. "Funnels"
  9. "Carousel"
2. "Time Turns Elastic (Original Acoustic Demo)" – 13:29 (Anastasio)

## Personal
- Trey Anastasio, Don Hart y The Northwest Simfonia
- Grabado y mezclado por Brian Montgomery y John Siket
- Ingeniería de sonido de Roy Hendrickson
- Masterización de Bob Ludwig
- Director de orquesta: Paul Gambill